# 簇芥属
簇芥属（学名：Pycnoplinthus）是十字花科下的一个属，为多年生簇生草本植物。该属仅有簇芥（Pycnoplinthus uniflorus）一种，分布于喜马拉雅及中国西藏。